# Daniel Geiger (Musiker)

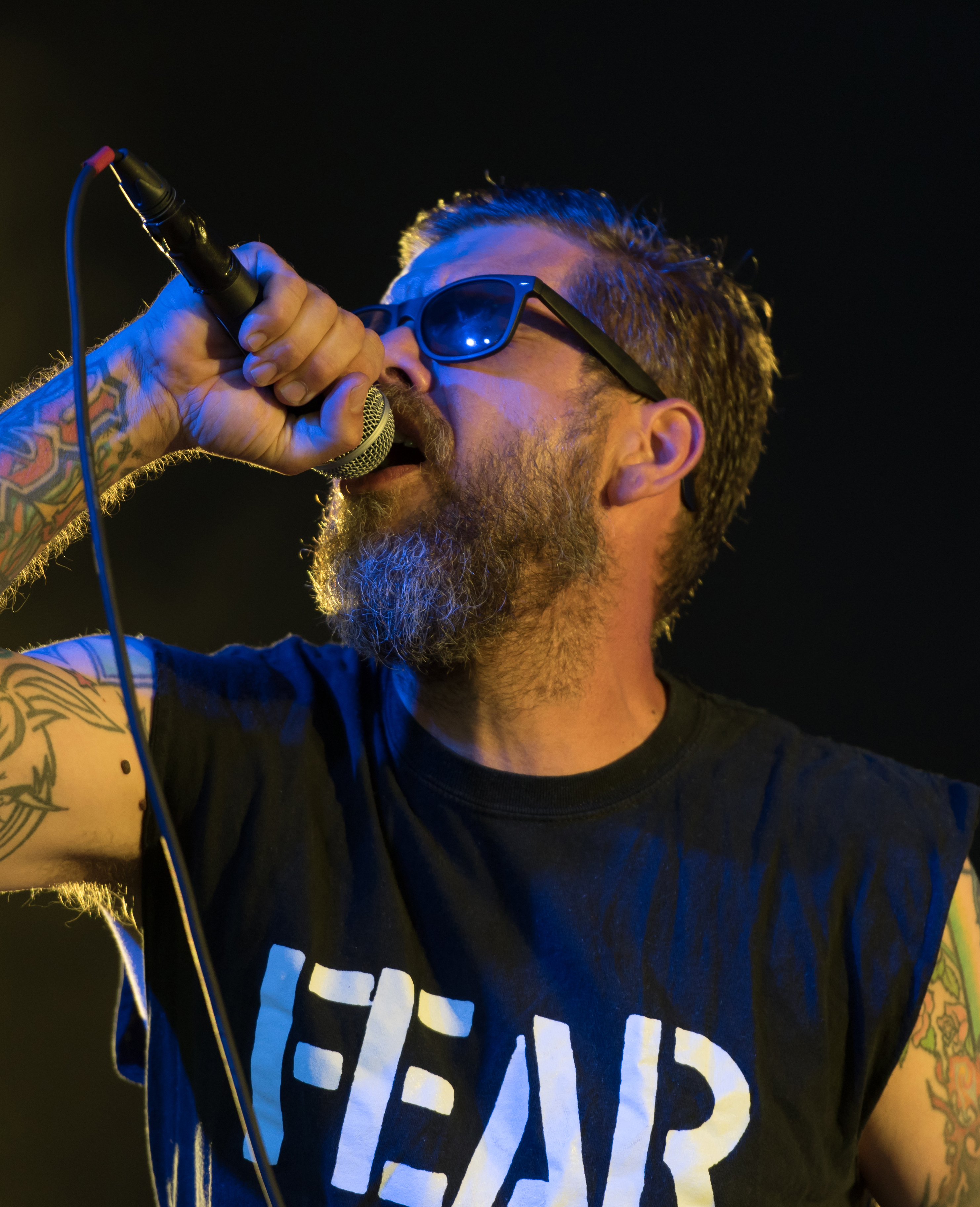
Daniel Geiger als Erik Cohen live 2018

Daniel Geiger ist ein deutscher Rocksänger. Unter dem Pseudonym Jack Letten ist er Sänger der Hardcore-Punk-Band Smoke Blow. Seit 2011 ist er unter dem Pseudonym Erik Cohen als Solokünstler unterwegs.

## Werdegang

### Smoke Blow
Geiger gründete im Jahre 1997 die Band Smoke, die sich später in Smoke Blow umbenannten. Mit der Band veröffentlichte er insgesamt sieben Studioalben. Seit der Veröffentlichung ihres bislang letzten Albums The Record im Jahre 2010 entschlossen sich Smoke Blow, keine neuen Alben mehr zu veröffentlichen und nur noch vereinzelt Konzerte zu spielen. Zwischenzeitlich nahm er im Jahre 2004 das Album Everything Goes in Circles der Post-Punk-Band Genepool auf. Aufgrund seiner Verpflichtungen bei Smoke Blow wurde er jedoch für die anschließende Tournee von Christian Schweighusen, dem ehemaligen Sänger der Rostok Vampires, ersetzt.

### Erik Cohen
Seit 2011 arbeitet Daniel Geiger als Solokünstler und legte sich das Pseudonym Erik Cohen zu. Er wählte den Vornamen Erik, der etwas Nordisches an sich hat, und den Nachnamen Cohen als Referenz zu den jüdischen Wurzeln seiner Familie. Zunächst arbeitete Cohen mit englischen Texten, wechselte aber dann zur deutschen Sprache, weil die Musik zu sehr nach Smoke Blow light klang. Im November 2012 veröffentlichte Cohen das Lied Chrom, gefolgt von der EP Kapitän im Frühjahr 2013. Im Sommer 2013 spielte Cohen auf dem Vainstream Rockfest. Anfang 2014 erschien über RYL NKR das Debütalbum Nostalgie für die Zukunft. Zwei Jahre später folgte das zweite Studioalbum Weisses Rauschen, das sich als erstes Album in den deutschen Albumcharts platzieren konnte und Platz 74 erreichte. In den Sommern 2016 und 2017 spielte Cohen jeweils auf dem Hurricane Festival sowie dem Southside. Am 26. Januar 2018 wurde das dritte Album III veröffentlicht, das Platz 57 der deutschen Albumcharts erreichte. Im Sommer 2018 trat Cohen beim Wacken Open Air auf. Am 22. November 2019 veröffentlichte er das Album Live aus der Vergangenheit, dass live im Studio eingespielt wurde und eine Coverversion des Liedes Goldener Reiter von Joachim Witt enthält. Am 26. Februar 2021 veröffentlichte Cohen sein viertes Studioalbum Northern Soul und erreichte damit Platz 26 der deutschen Albumcharts.
Das fünfte Studioalbum "True Blue" erschien am 31. März 2023 über "RYL NKR". Es erreichte Platz 24 in den deutschen Albumcharts.
Die Musik von Erik Cohen beschreibt Daniel Geiger als düstere, schwere Verbindung aus Rock und Punk mit melancholischem Gesang. Als Referenzen nennt er Bands wie Type O Negative, Misfits, Danzig, The Sisters of Mercy. The Cult, Joy Division und Alice in Chains. Das Online-Magazin laut.de bezeichnet die Musik von Erik Cohen als erdigen Deutschrock mit Singer-Songwriter-Anleihen. Als Stilbezeichnung verwendet Geiger Doompop.

### Privates
Daniel Geiger stammt aus Kiel, ist verheiratet und hat fünf Kinder. Er arbeitet hauptberuflich als Erzieher und ist Fan des Fußballvereins Holstein Kiel. Am 23. Januar 2018 trat er mit dem Lied Englische Wochen in der Halbzeitpause des Spiels gegen den 1. FC Union Berlin auf.

## Diskografie
als Erik Cohen

| Jahr | Titel Musiklabel                  | Höchstplatzierung, Gesamtwochen, AuszeichnungChartsChartplatzierungen (Jahr, Titel, Musiklabel, Platzierungen, Wochen, Auszeichnungen, Anmerkungen) | Anmerkungen                            |
| Jahr | Titel Musiklabel                  | DE | Anmerkungen                            |
| ---- | --------------------------------- | --- | -------------------------------------- |
| 2014 | Nostalgie für die Zukunft RYL NKR | — | Erstveröffentlichung: 24. Januar 2014  |
| 2016 | Weisses Rauschen RYL NKR          | DE74 (1 Wo.)DE | Erstveröffentlichung: 15. Januar 2016  |
| 2018 | III RYL NKR                       | DE57 (1 Wo.)DE | Erstveröffentlichung: 26. Januar 2018  |
| 2021 | Northern Soul RYL NKR             | DE26 (1 Wo.)DE | Erstveröffentlichung: 26. Februar 2021 |
| 2023 | True Blue RYL NKR                 | DE24 (1 Wo.)DE | Erstveröffentlichung: 31. März 2023    |

weitere Veröffentlichungen
- 2013: Kapitän (EP)
- 2019: Millionenstadt (Single)
- 2019: Live aus der Vergangenheit (Live-Album)
- 2020: Lokomotive (Single)

mit Smoke Blow
siehe Smoke Blow#Diskografie
mit Genepool
- 2004: Everything Goes in Circles